# ブリヂストン・アリーナ
ブリヂストン・アリーナ（Bridgestone Arena ）は、アメリカ合衆国テネシー州ナッシュビルにある、1996年開業の屋内アリーナ。NHLのナッシュビル・プレデターズ が本拠地として使用している。

## 概要
1996年にナッシュビル・アリーナとして開業。1999年にはプレデターズを所有するゲイロード・エンターテイメント社が20年、8000万ドルの命名権を取得、ゲイロード・エンターテイメント・センターとなった。
2005年には、プレデターズを所有していたゲイロード社が売却され、元の名称になった。2007年にはソメイグループが新たに命名権を取得、ソメイ・センターに改称。
2009年、プレデターズがソメット社との契約を破棄。2010年3月にブリヂストン・アリーナに改称された。
毎年11月 にはカントリーミュージック協会賞の授賞式が同所で開催され、ABCで生放送される。
テネシー洪水 (2010年5月)により浸水被害を受けた。

## オーナーおよび使途
ブリヂストン・アリーナはデイヴィッドソン郡ナッシュビル市スポーツ庁が所有し、1998年から本拠地となっているNHLのナッシュビル・プレデターズの子会社であるパワーズ・マネージメント・カンパニーが操業している。2003年、プレデターズはNHLドラフトを開催した。
1997年、アメリカ・フィギュアスケート協会の全米選手権、2004年、アメリカ体操選手権の会場となった。1997年から2001年、アリーナフットボールリーグのナッシュビル・キャッツの本拠地となり、2005年に復活したが2007年に解散した。
また様々なコンサート、地域イベントが行なわれる他、男子バスケ(2001年、2006年、2010年)および女子バスケのサウスイースタン・カンファレンスおよびオハイオ・ヴァレイ・カンファレンスのトーナメントが行なわれている。2014年3月から4月、NCAA女子バスケットボールトーナメント#NCAA女子バスケットボール選手権が行なわれた。2002年から2010年の2005年と2006年を除く毎年、ロデオのプロフェッショナル・ブル・ライダーズ(PBR)ビルト・フォード・タフ・シリーズを開催していた。このロデオ・イベントは1994年から2001年、ミュニシパル・オーディトリアムで行なわれ、当初はバド・ライト・カップとして知られていた。
NCAA男子バスケットボールトーナメント開催当初の10年間の奇数年、第1、第2ラウンドの8つの開催地の1つとなっていた。1990年代中期の古いスタイルの八角形のスコアボードだったこともあって数年間これを開催していなかったが、2007年夏に500万ドルをかけてデジタル・コントロール・ルームおよび新しいスコアボードを導入し、2012年に再開した。
2005年にニューヨークのマディソン・スクエア・ガーデンで開催された以外は毎年長年グランド・オール・オープリー・ハウスで行なわれてきたCMAアワードが2006年よりこのアリーナで開催されている。
2012年度NHL労働争議のため、2013年1月9日までプレデターズは試合を開催することができなかった。その代わりアリーナは10月20日、サザン・プロフェッショナル・ホッケー・リーグでテネシー州内唯一の他のプロ・ホッケー・チームであるノックスビル・アイス・ベアーズと、そのライバルであるアラバマ州のハンツビル・ハヴォックのプレシーズンの試合を開催した。
他にプロレスやボクシングなども開催される。

## 座席
収容人数はアイスホッケーでは17,113席、バスケットボールでは19,395席、小規模のコンサートでは10,000席、中規模のコンサートでは18,500席、大規模のコンサートでは20,000席と状況によって変わる。他
座席配列は場所によって異なり、南側は2本の太い柱で支えられ、中階に通常の客席がなく特等席があり、上階が他の場所より低い。
このアリーナは5,145席のミュージック・シティ・シアターに様変わりすることができ、北側に舞台を設けてステージ奥や上階の座席にカーテンをかけ、ブロードウェイ作品や家族向けショーを開催する。展示会開催の場合は43,000平方フィート (4,000 m2)が使用可能である。

## 建設中の事故
1994年1月20日に始まったアリーナ建設は、1995年10月5日、一時的な柱崩壊のため中断した。この事故により、作業員1名が骨盤骨折のためヴァンダービルト大学病院に10日間入院した。また他の作業員も軽傷を負い、治療後退院した。

## 主なイベント
ブリヂストン・アリーナは北米で最も開催イベントが多い会場の1つとなっている。プレデターズの試合の他、以下の著名イベントが開催されている。
- 2012年12月5日、グラミー賞ノミネート者のコンサート『The Grammy Nominations Concert Live!! — Countdown To Music's Biggest Night 』
- CMAアワード
- CMTミュージック・アワード

## 受賞歴
1998年、ナッシュビル・アリーナ時、1999年および2000年、ゲイロード・エンタテイメント・センター時、2007年、最優秀コンサート会場賞にノミネートされた。

## 命名権
1996年、開業当初は「ナッシュビル・アリーナ」という名であった。ナッシュビルの建築会社のハート・フリーランド・ロバーツ社と共同でポピュラス(旧HOKスポーツ)が設計により、『グランド・オール・オープリー』の元々の収録地であった歴史的なライマン公会堂へのオマージュを込めて、ライマンと斜め向かいとなるブロードウェイと5番通りの交差点の南西角に建てられた。1999年、プレデターズと、ナッシュビルを拠点とする当時プレデターズの共同オーナーの一部であったゲイロード・エンタテイメント・カンパニーとの間で20年間8,000万ドルで「ゲイロード・エンタテイメント・センター(GEC)」の命名権の契約が結ばれた。
2005年2月、プレデターズと、すでにチームのオーナー権を売却したゲイロードは両者の関係は終わり、「ゲイロード・エンタテイメント・センター」という名は新たな命名権購入者が現れるまでの期間限定となることが発表された。しかしこの結果、多くのナッシュビルの報道機関が元々の「ナッシュビル・アリーナ」と呼ぶようになった。2006年度が始まると、プレデターズも「ナッシュビル・アリーナ」と呼ぶようになった。そのため2006年度開幕からアイスリンク中央にあった「ゲイロード・エンタテイメント・センター」の文字は「ナッシュビル・プレデターズ」という文字に置き換えられた。ただし建物外側にあった「ゲイロード・エンタテイメント・センター」の看板はそのまま残された。
2007年3月16日、再度公式に「ナッシュビル・アリーナ」となり、「ゲイロード・エンタテイメント・センター」の名の付くものは全て取り外された。
2007年3月18日、テネシー州フランクリンを拠点とする人材管理、給与処理、ソフト開発、コンピューター修理、保険、リスクマネジメントを行なうソメイ・グループが命名権を購入し、「ソメイ・センター」となった(日本語で「ソメット」という記載が見られるが、実際の発音は「ソメイ」が近い)。当時期限は決まっていなかった。2007年のスタンレー・カップのプレイオフ中、ソメイ・グループはプレデターズの共同スポンサーの1つとなった。2009年11月25日、命名権の支払いの多くが未納であるとしてプレデターズはソメイ・グループに契約解除を訴え、この命名権は2年間で終わった。この裁判の際、プレデターズは新たなスポンサーを探すつもりであると語った。ソメイ・グループの本部は詐欺容疑でFBIとIRSの捜査を受け、後にソメイ・グループは倒産し、清算した。
ゲイロードと違い、ソメイ・グループの名は即座に全て外された。2010年2月23日まで「ナッシュビル・アリーナ」の名を使用し、テネシー州を本拠地とするブリヂストン・アメリカが命名権を購入して「ブリヂストン・アリーナ」と名付けた。

## 改修
2007年夏、ソメイ・センター(当時)は数百万ドルをかけて売店、公共スペース、インフラを含めた多くの改修を行った。大きな変化としては2007年8月、中央に吊るされていた360万ドルのスコアボードがANCスポーツによる新しいスコアボードに置き換えられた。当初のアナログなスコアボードは時代に対応しておらず、製造工場のサポートも終わり、パーツの入手も困難となっていた。新しいスコアボードはアリーナやプレデターズのスタッフからは「メガトロン」と呼ばれている。またテレビ放送コントロール室が260万ドルをかけて改修された。
2011年夏、NHLの新たな仕様のアイスやダッシャーボード・システムがアリーナに導入された。また南側上階の売店は「ファン・ゾーン」に作り直された。壁で仕切られ、上階の売店の一部は閉鎖された。